# ОШ „Милош Црњански” Бања Лука
ОШ „Милош Црњански” једна је од основних школа у Бањој Луци. Налази се у улици Зоре Ковачевић 38а. Име је добила по Милошу Црњанском, српском књижевнику, новинару, преводиоцу, критичару и дипломати.

## Историјат
Основна школа „Милош Црњански” је изграђена 2003. године у насељу Петрићевац захваљујући средствима Јапана и града Бање Луке, а спортска сала је дограђена 2007—2008. У новоотворену школу је прераспоређен један број ученика из основних школа „Георги Стојков Раковски” и „Алекса Шантић”. У саставу школе „Милош Црњански” ради петогодишња подручна школа у селу Мотике, основана 1930, која је до школске 2003—2004. била у саставу Основне школе „Георги Стојков Раковски”. Исте године су у Основној школи „Милош Црњански” уписана петсто шездесет и три ученика, а школске 2015—2016. осамсто ученика. Садржали су педесет и шест наставника и по једног вјероучитеља православне и исламске вјеронауке. У ђачкој библиотеци је било око 4500, а у наставничкој око 1600 књига. Први и једини број школског листа „Осмијех” штампан је 2006. године. Школа у Мотикама је санирана 2012. године. Школа „Милош Црњански” је добила захвалницу од амбасадора Јапана за акцију прикупљања помоћи након земљотреса који је погодио ову земљу.